# Michela Moioli
Michela Moioli, född 17 juli 1995, är en italiensk idrottare som tävlar i snowboard. Hon blev olympisk mästare i boardercross vid olympiska vinterspelen 2018 i Pyeongchang i Sydkorea.
Moioli tävlade även vid olympiska vinterspelen 2014.